# James Blackmon
James Kumar Blackmon Jr. (Chicago, Illinois, 25 de abril de 1995) es un baloncestista estadounidense que actualmente se encuentra sin equipo. Con 1,93 metros de estatura, juega en la posición de escolta.

## Trayectoria deportiva

### Universidad
Tras disputar en 2014 el prestigioso McDonald's All-American Game, jugó tres temporadas con los Hoosiers de la Universidad de Indiana, en las que promedió 16,3 puntos, 4,9 rebotes y 1,7 asistencias por partido. En su primera temporada fue elegido en el mejor quinteto de novatos de la Big Ten Conference, mientras que en 2017 lo fue en el tercer mejor quinteto de la conferencia.
Al término de su temporada júnior, anunció que renunciaba a su último año de carrera para presentarse al Draft de la NBA.

#### Estadísticas
| Año     | Equipo  | PJ | PT | MPP  | %TC  | %3P  | %TL  | RPP | APP | ROB | TPP | PPP  |
| ------- | ------- | -- | -- | ---- | ---- | ---- | ---- | --- | --- | --- | --- | ---- |
| 2014–15 | Indiana | 33 | 33 | 30.0 | .420 | .387 | .806 | 4.8 | 1.5 | 0.7 | .1  | 15.7 |
| 2015–16 | Indiana | 13 | 12 | 24.5 | .480 | .463 | .852 | 4.2 | 1.6 | 1.2 | .38 | 15.8 |
| 2016–17 | Indiana | 30 | 29 | 30.0 | .477 | .423 | .837 | 5.3 | 1.5 | .7  | .03 | 17   |
| Total   | Total   | 46 | 45 | 27.2 | .450 | .425 | .829 | 4.7 | 1.5 | 0.9 | .2  | 15.7 |

### Profesional
Tras no ser elegido en el Draft de la NBA de 2017, fue invitado por los Philadelphia 76ers a participar en las Ligas de Verano de la NBA, disputando 4 partidos en los que promedió 8,0 puntos y 2,6 reebotes por partido. Fue despedido por los Sixers antes del comienzo de la temporada. Semanas después, fue adquirido por los Delaware 87ers de la G League como jugador afiliado.
En agosto de 2018 firmó contrato con la Victoria Libertas Pesaro de la Lega Basket Serie A italiana.
El 8 de julio de 2021, firma por el Pınar Karşıyaka de la BSL turca.